# Minigolfe

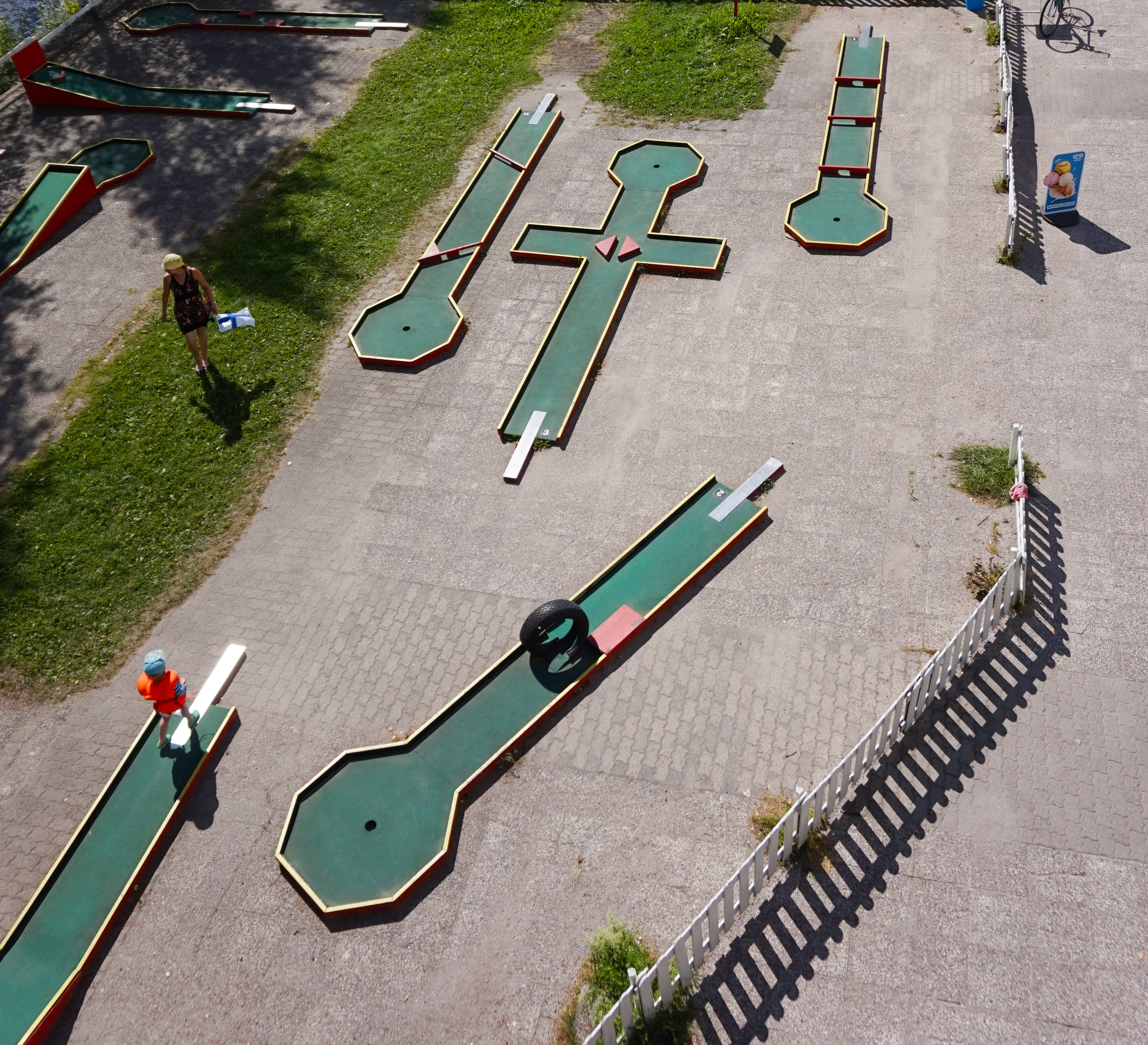
Minigolfe

Minigolfe é um desporto de origem britânica que surgiu como alternativa ao golfe, no sentido de estar acessível a uma secção menos elitista de sociedade do século XX. Os princípios gerais do minigolfe são grosseiramente comparáveis ao do golfe enquanto no "green". Consiste então no arremessar uma bola por ação de um taco a partir de uma marca de saída, para que essa se desloque e ultrapasse um obstáculo ou série de obstáculos até permanecer estática num buraco. O objetivo principal prende-se na colocação da bola no buraco com o mínimo de ações criadas pelo taco, designadas tacadas. Designa-se por pista a junção dos elementos obstáculo ou série de obstáculos, marca de saída e buraco, assentes sobre uma base rígida.

## Regras
Para começar a jogar, o praticante deve deslocar-se para a primeira pista e colocar a bola na marca de saída. Tentará então colocar a bola no buraco com o número mínimo de tacadas, tendo um número máximo de seis para colocar a bola no buraco. Caso não tenha sucesso, recebe uma tacada de penalização e desloca-se para a pista seguinte ou passa a vez a outro companheiro de equipa. Cada tacada vale um ponto. Cada circuito a praticar deve conter exatamente 18 pistas. O objectivo é minimizar o número de tacadas necessárias para a realização do circuito. A execução completa de todo o circuito designa-se volta.

## Material de jogo
Os acessórios essenciais são, naturalmente, o taco e a bola. Ao contrário do golfe, no minigolfe o taco é único (salvo em situações raras) e o contacto com a bola é feito com uma borracha desenvolvida para o efeito. Mais uma vez, ao contrário do golfe, existe uma enorme variedade de bolas, que se distinguem por características como salto, dureza, peso, tamanho e rugosidade.

### Taco

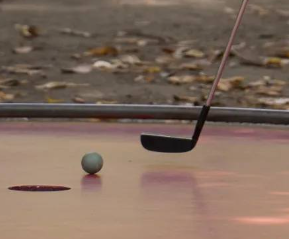
Taco e Bola de Minigolfe

O taco usado para a prática do minigolfe é em tudo semelhante ao "putter" de golfe, mas com borracha, que contacta a bola. O tipo de borracha a utilizar varia na sua dureza. Apesar de na esmagadora maioria das vezes se usa o mesmo taco, existem inúmeros modelos à escolha, que variam essencialmente no ângulo de abertura, no acabamento da patilha (secção do taco que entra em contacto com a bola) e no peso. As características do taco dependem do estilo de cada jogador.
Podem destacar-se algumas marcas (modelos) de taco correntemente utilizados no circuito mundial:
- Nifo (Graphyte, Steel, Ryner);[3]
- Caddy (Classic, P1, P2, Star, Top);
- 3D;[4]
- Fun Sports;[5]
- Ben Sayers (Benny);
- Game N' Fun (Game N' Fun, Magnum).[6]

É usual recomendar-se os tacos Fun Sport ou Game N' Fun ou Nifo Steel para quem se inicia na modalidade. Sendo estes modelos muito idênticos, proporcionam ao principiante uma margem de erro superior. É importante que o iniciado adquira o quanto antes um taco adequado, para que a sua técnica não se desenvolva num taco da má qualidade.
Tal como em qualquer instrumento desportivo que se agarra com as mãos, um taco possui um grip de borracha. É uma prática corrente colocar um isolamento extra, para aumentar a aderência das mãos, impedindo que o suor afecte o movimento. No entanto, este comportamento não é consensual, sendo inclusivamente ignorado por alguns jogadores de topo mundiais.

### Bola
Existe uma grande variedade de bolas, classificadas pelas seguintes caraterísticas, normalmente informadas pelos fabricantes e disponíveis em bases de dados públicas: 
- Salto: A definição de salto de uma bola é tomada como a altura atingida pela bola após ter tocado uma vez no chão por ter sido largada em queda livre de uma altura inicial de 1m. O salto das bolas pode variar de 0 a 0,85 m;
- Dureza: A dureza de uma bola é medida como a dureza Shore A da bola. A dureza de uma bola pode ser bastante baixa, com bolas com dureza semelhante aquela de espumas até durezas muito elevadas semelhantes ao vidro;
- Tamanho: A bola pode ter um diâmetro entre 37,0 e 43,0 mm;
- Rugosidade ("Casca"): A rugosidade de uma bola refere-se à textura que ela apresenta. As bolas designam-se descascadas, com casca ou rugosas com casca.

Vários fabricantes de bolas de minigolfe existem, nomeadamente: 3D, Nifo, System Golf, SVGolf, M-TEC, MG, Ravensburg, entre outros. 

## Sistemas de jogo
Define sistema de jogo como o tipo de circuito que se pratica, isto é, o pavimento e dimensões do terreno de jogo. Atualmente são definidos pela WMF (World Minigolf Association, a Federação Mundial de Minigolfe) quatro sistemas de jogo, cada um com regras  específicas: 
- Minigolf (Petergolfe, em português, muitas vezes abreviado para "Peter"). O petergolfe constitui um conjunto de 18 pistas, organizadas sempre com a mesma ordem, que têm geralmente 12m de comprimento, com excepção de uma que pode conter entre 20 e 25m de comprimento. É o circuito em que as pistas têm maior tamanho em área. O material do pavimento é betão;
- Miniaturgolf (minigolfe em português). O minigolfe apresenta um conjunto de 34 pistas, das quais apenas 18 constituem um circuito. O comprimento das pistas é sempre de 6,25m. O material aceita pela WMF é designado eternite, que é uma liga fina de betão;
- Feltgolf (alcatifa, em português, muitas vezes designado "Felt"). As pistas de Feltgolf apresentam tamanhos variáveis e o pavimento de jogo (alcatifa) dá o nome a este sistema;
- MOS (Minigolf Open System, ou sistema aberto). Os campos MOS integram todos os campos de minigolfe com 18 pistas cujas caraterísticas cumpram com os requisitos básicos, mas que não possam ser integrados em nenhum dos outros 3 estilos.

Uma lista dos campos de minigolfe, federados ou não, existentes em Portugal pode ser encontrada aqui.

## Entidades Organizadoras
O minigolfe é regulado por várias federações a nível internacional e regional, responsáveis por estabelecer as regras, organizar competições e promover o desenvolvimento do desporto em diferentes regiões. O principal órgão organizador do minigolfe a nível mundial é a Federação Mundial de Minigolfe (World Minigolf Sport Federation, WMF).
Um nível abaixo na pirâmide organizacional da Federação Mundial de Minigolfe (WMF) estão as várias federações continentais, que coordenam a prática e o desenvolvimento do minigolfe nas suas respetivas áreas geográficas. Na Europa a federação continental é a Federação Europeia de Minigolfe (EMF).
A nível nacional o minigolfe em Portugal é organizado pela Federação Portuguesa de Minigolfe (FPM).

## Principais Competições Nacionais
O calendário da FPM conta com várias competições organizadas anualmente, sendo de destacar as seguintes dado o seu maior relevo no panorama do minigolfe em Portugal:
- Campeonato Nacional Individual: Campeonato por tacadas dividido em 3 ou 4 jornadas por todo o país no qual a pontuação de cada jornada é somada. O vencedor do campeonato é o atleta que cumpra todas as jornadas e tenha o menor número de tacadas. O campeonato nacional individual está dividido em várias categorias consoante a idade e sexo dos participantes: Infantis (M/F), Juvenis (M/F), Juniores (M/F), Homens / Senhoras, Seniores (M/F) e Veteranos (M/F);
- Campeonato Nacional Clubes: Campeonato por tacadas realizado numa jornada num campo nacional no qual a pontuação dos atletas de cada equipa é somada. O vencedor do campeonato é o clube que tenha o menor número de tacadas no final de todas as voltas - 5 voltas de apuramento e 2 voltas de final. O campeonato nacional de clubes está dividido em várias categorias consoante a idade e sexo dos participantes: Infantis (M/F), Juvenis (M/F), Juniores (M/F), Homens / Senhoras, Seniores (M/F) e Veteranos (M/F). Os clubes que se sagrem campeões nacionais nas categorias de Homens e Senhoras ganham também entrada direta na Liga dos Campeões de Minigolfe, realizada anualmente numa cidade europeia;
- Taça de Portugal: Campeonato matchplay realizado numa jornada num campo nacional no qual a pontuação por pista de cada atleta é comparada com a pontuação do seu adversário. O vencedor da taça é o atleta que vença todos os encontros. A taça de Portugal está dividida em várias categorias consoante a idade e sexo dos participantes: Juvenis (M/F), Homens / Senhoras;
- Open Portugal MOS: Campeonato por tacadas realizado numa jornada num campo nacional na vertente MOS.